# سیلوین آرماند
سیلوین آرماند (انگلیسی: Sylvain Armand؛ زادهٔ ۱ اوت ۱۹۸۰) بازیکن فوتبال اهل فرانسه است.
از باشگاه‌هایی که در آن بازی کرده‌است می‌توان به باشگاه فوتبال کلرمون فوت، باشگاه فوتبال نانت، باشگاه فوتبال پاری سن ژرمن، و باشگاه فوتبال رن اشاره کرد.